# Colombe d'Hispaniola
Geotrygon leucometopia
Espèce
Statut de conservation UICN

 EN B1ab(ii,iii,v); C2a(ii) : En danger
La Colombe d'Hispaniola (Geotrygon leucometopia) est une espèce d’oiseau appartenant à la famille des Columbidae.